# Thomas Bouhail

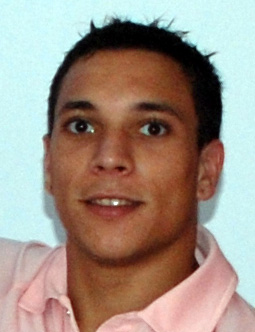

Thomas Bouhail, nacido el 3 de julio de 1986 en Montfermeil (département de Seine-Saint-Denis (93)) y residente en Villemomble, es un gimnasta francés que ha obtenido la medalla de plata de salto en los Juegos Olímpicos de Verano 2008 en Pekín y la medalla de oro en salto en el Campeonato Mundial de Gimnasia Artística de 2010 celebrado en Róterdam.
Ha sido, además, campeón de Francia en salto en 2007 y 2008 y segundo en el Campeonato de Europa de 2007 en la disciplina de suelo.
Su participación en los Juegos Olímpicos no estaba prevista inicialmente, pero se incorporó al equipo francés tras la lesión de Pierre-Yves Beny
.